# Accademia Nazionale di Santa Cecilia

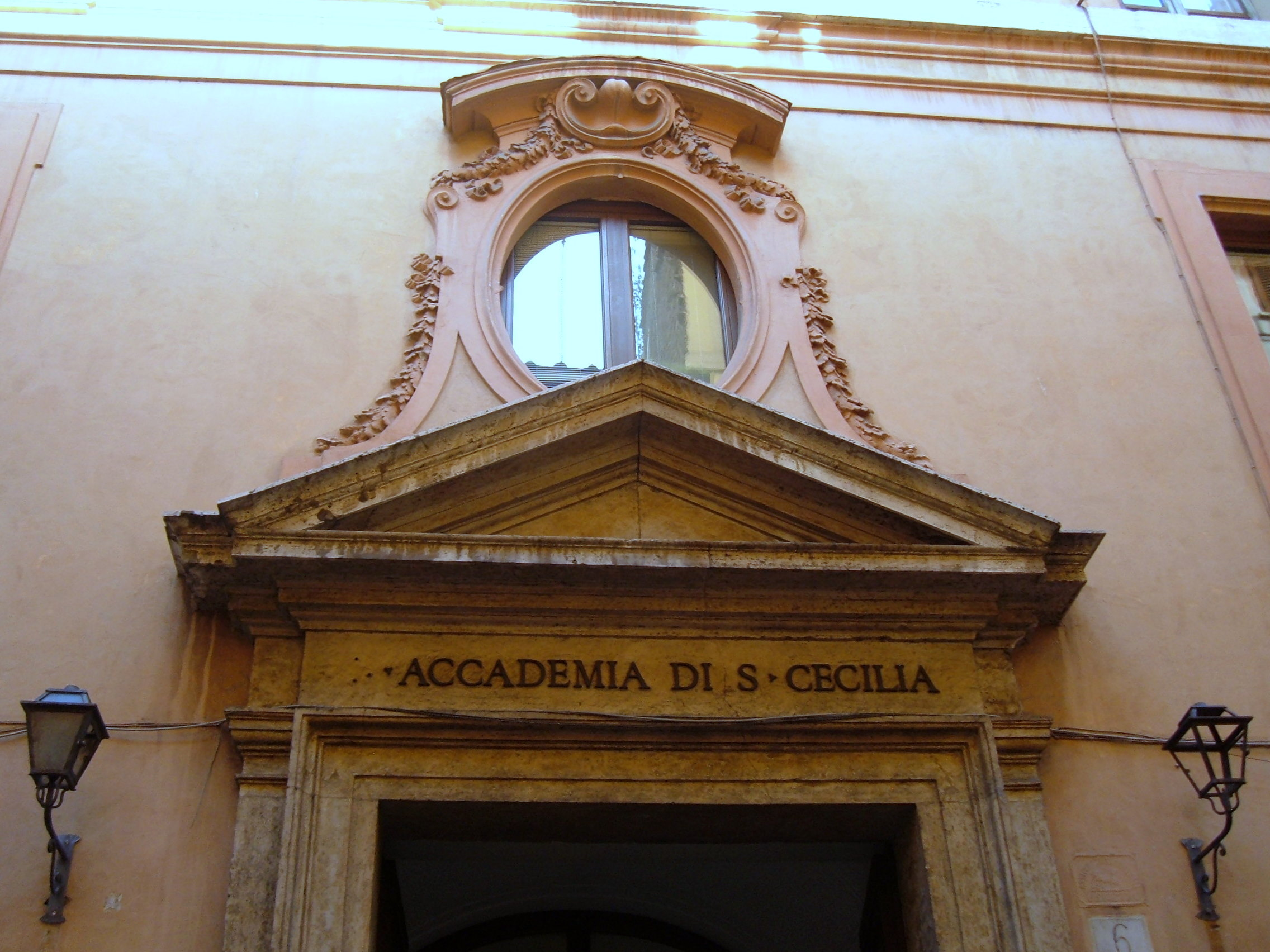
Accademia Nazionale di Santa Cecilia

De Accademia Nazionale di Santa Cecilia in Rome, werd officieel opgericht in 1585 en is daarmee een van de oudste muzikale instituten van de (Westerse) wereld.

## Geschiedenis
De Accademia Nazionale di Santa Cecilia werd opgericht door de pauselijke bul Ratione congruit van Paus Sixtus V in mei 1585. Door deze akte werd officieel de Congregazione dei Musici sotto l'invocazione della Beata Vergine e dei Santi Gregorio e Cecilia (De congregatie van muzikanten onder aanroeping van de Heilige Maria Onbevlekte Ontvangenis en van de Heilige Gregorius en Cecilia) samengevoegd. Er ontstond een nieuwe congregatie van de muzikanten van Rome (Congregazione de' musici di Roma).
Eerst werd de Accademia gevestigd in de kerk Sint Maria ad Martires, beter bekend als het Pantheon. Nadien ging men van het Pantheon (1585-1622) naar de San Paolino alla Colonna (1622-52), vervolgens naar de Santa Cecilia in Trastevere (1652-61), de San Nicola dei Cesarini (1661-1663) en nadien de Chiesa della Maddalena (1663-85).
Ten slotte betrok men in 1685 een eigen gebouw bij de San Carlo ai Catinari, waar de muziekkapel van Santa Cecilia openbare uitvoeringen van oratoria gaf en muzikale festiviteiten plaatsvonden tot 1848. De congregatie werd hiërarchisch georganiseerd en bestond uit de Maestro di capella, de instrumentalisten en de zangers. Bekende leden van deze congregatie zijn Arcangelo Corelli, Bernardo Pasquini, Alessandro Scarlatti en Domenico Scarlatti, Niccolò Jommelli, Baldassarre Galuppi, Nicola Antonio Zingarelli en Pasquale Anfossi.
Tijdens het beschermheerschap van kardinaal Pietro Ottoboni (1691-1739), kwam in 1716 een verordening van paus Innocentius XI dat alle componisten die in Rome woonden, de school van de congregatie moesten volgen. In 1774 studeerde de eerste vrouwelijke componiste Maria Rosa Coccia (1759–1833) af aan deze instantie. Luigi Rossi werd in 1830 tot secretaris van de congregatie gekozen. Hij voerde grote veranderingen door en regelde de toelating tot de congregatie van dichters, dansers, musicologen, filologen, muziekinstrumenten-bouwers, muziekuitgevers enzovoort, die voordien nog niet werden toegelaten. Hij veranderde het statuut en in 1838 ontstond uit de congregatie ook een academie en uiteindelijk een Pontificia Accademia (pauselijke academie).
Alle belangrijke exponenten van de Europese muziekwereld van toen werden erelid van de Accademia, zoals Luigi Cherubini, Francesco Morlacchi (1784-1841), Saverio Mercadante, Gaetano Donizetti, Johann Simon Mayr (1763-1845), Gioacchino Rossini, Giovanni Pacini, Ferdinando Paër, Niccolò Paganini, Louis Spohr, Daniel Auber, Adolphe Adam, Pierre Marie Francois de Sales Baillot (1771-1842), Ferenc Liszt, Johann Baptist Cramer (1771-1858), Sigismund Thalberg (1812-1871), Carl Czerny, Ignaz Moscheles, Felix Mendelssohn Bartholdy, Hector Berlioz, Ambroise Thomas, Jacques Fromental Halévy, Charles Gounod, Giacomo Meyerbeer; de ballerina's Maria Taglioni en Fanny Cerrito; de actrice Adelaide Ristori en de librettisten Jacopo Ferretti en Carlo Pepoli. Ereleden uit de Europese koninghuizen waren Koningin Victoria van het Verenigd Koninkrijk en haar echtgenoot Albert van Saksen-Coburg en Gotha, Frederik Willem IV van Pruisen en zijn echtgenote Elisabeth Ludovika van Beieren, Koning Ferdinand II der Beide Siciliën en zijn tweede echtgenote Theresia van Oostenrijk.
De Regia (Bestuur) Accademia di Santa Cecilia streefde aan het einde van de 19e eeuw naar draagvlak onder de bevolking van Rome. Zo werd er in 1895 een gemengd koor en een symfonisch orkest binnen de Accademia opgericht en begon men met regelmatige concerten. De plaats van de concerten veranderde van de Sala Accademica (1895-1908) naar het Augusteo (1908-1936), en later naar het Teatro Adriano (1936-1946). De steun van het Huis Savoye werd verkregen. Van 1895-1949 was de president Enrico di San Martino directeur. Hij vormde de muziekschool Santa Cecilia om tot een conservatorium.

## Tegenwoordig
De Accademia werd in 1998 omgezet in een stichting. De organisatie telt 70 actieve en 30 ereleden onder wie de bekendste Italiaanse en buitenlandse musici, een symfonieorkest en groot gemengd koor, die concerten verzorgen in Italië en in de hele wereld. Het conservatorium heeft wereldwijd een uitstekende naam.
De decaan is tegenwoordig (2007) Bruno Cagli.

### Ereleden
Martha Argerich, Vladimir Asjkenazi, Daniel Barenboim, Pierre Boulez, Elliott Carter, Myung-Whun Chung, Aldo Ciccolini, Plácido Domingo, Henri Dutilleux, Dietrich Fischer-Dieskau, Valery Gergiev, Philip Gossett, Hans Werner Henze, Tikhon Krennikov, György Kurtág, Gustav Maria Leonhardt, György Ligeti, Friedrich Lippmann, Lorin Maazel, Peter Maxwell Davies, Zubin Mehta, Seiji Ozawa, Luis de Pablo, Arvo Pärt, Krzysztof Penderecki, Itzhak Perlman, Georges Prêtre, Mstislav Rostropovitsj, Wolfgang Sawallisch, Elisabeth Schwarzkopf, Karlheinz Stockhausen.